# 国鉄レ1000形貨車
国鉄レ1000形貨車（こくてつレ1000がたかしゃ）は、1922年（大正11年）から1923年（大正12年）にかけて有蓋車からの改造で製作された冷蔵車である。

## 概要
レ1000形の改造種車とされたのは、1913年（大正2年）から1914年（大正3年）にかけて約1500両が生産された12t積有蓋緩急車フワ30000形である。当時の貨物列車では貫通ブレーキの装備が遅れており、列車中に一定割合で緩急車を組みこんで制動手が乗り込み、合図に合わせてブレーキを操作する必要があった。その緩急車が不足していたため、効率を考慮して有蓋車に制動手が乗り込む部屋を取り付けた有蓋緩急車の増備が図られた。
フワ30000形は、通常の有蓋車の端に電話ボックスほどの大きさの制動手室が、屋根から上に飛び出すように取り付けられており、特徴的な外観をしていた。しかしこの狭い制動手室が制動手から極めて不評で、また荷主からみても運賃制度上の不利な面があったため敬遠されて、増備は短期間で中止され、さらに早期に他の車種へ改造されて姿を消した。国鉄貨車の歴史の中で屈指の失敗作と評されている。
このフワ30000形から初期に改造されたのがレソ25550形で、80両が改造されてレソ25550 - レソ25629となった。改造に当たって車体長と軸距が短縮されている。全長7,418mm、全幅2,640mm、全高3,510mm、荷重10tとそれ以前の冷蔵車の形式と比べて大型になっている。冷却方式は妻半氷槽式、断熱材はコルクに加えてインシュライトが初めて採用されている。
1928年（昭和3年）の称号規定改正でレ1000形となり、レ1000 - レ1079となった。
レ1000形は戦時中に4両が戦争による被災で廃車になり、又戦後は8両が進駐軍専用車に指定され運用された。
戦後もかなり残り、1950年（昭和25年）5月20日の第二次特別廃車の対象（当時の在籍車数8両）となって事実上消滅したが、2両（レ1024、レ1031）が捕捉されずに書類上の形式消滅は1959年（昭和34年）となっている。